# Spilarctia reticulata
Spilarctia reticulata là một loài bướm đêm thuộc phân họ Arctiinae, họ Erebidae.